# 高砂火力発電所
高砂火力発電所（たかさごかりょくはつでんしょ）は、兵庫県高砂市梅井6-4-1に所在する電源開発（J-POWER）の石炭火力発電所。

## 概要
関西電力、中部電力、北陸電力に電力を供給する発電所として1968年7月に1号機が運転を開始、2号機までが建設された。
当発電所付近には関西電力高砂変電所があり、そこから北へ送電線が延びている。以前は当発電所の西側に石油火力である関西電力高砂発電所が存在した。
1、2号機とも45年以上が経過していることから更新計画が発表された。関西電力高砂発電所の跡地に最新技術を採用した新1号機、新2号機を建設し、既設の1号機、2号機を廃止する計画であった。
しかしながら、関西エリアの電力需要の減少が見込まれることから、更新計画は2018年（平成30年）に断念された。

## 発電設備
- 総出力：50万kW[3]

1号機
定格出力：25万kW
使用燃料：石炭
営業運転開始：1968年7月1日
2号機
定格出力：25万kW
使用燃料：石炭
営業運転開始：1969年1月18日

### 計画されていた発電設備
新1号機（計画断念）
定格出力：60万kW
使用燃料：石炭
蒸気条件：超々臨界圧（Ultra Super Critical）
着工：2018年春予定
営業運転開始：2021年冬予定
新2号機（計画断念）
定格出力：60万kW
使用燃料：石炭
蒸気条件：超々臨界圧（USC）
着工：2018年春予定
営業運転開始：2027年冬予定

## 他社への売電
当発電所で発電された電力は、関西電力などの電力会社へ売電されている。売電割合は以下の通り。
- 関西電力：50%
- 中部電力：40%
- 北陸電力：10%

## その他
毎年11月頃にわくわく感謝デーを開催している。当発電所の施設の見学、キャラクターショー、屋台やミニゲームのコーナーなどといったイベントが開催されている。また、シャトルバスが市内各地から当日臨時で運行されている。